# Simon Compaoré
Pour les articles homonymes, voir Compaoré.
 (septembre 2021).
Si vous disposez d'ouvrages ou d'articles de référence ou si vous connaissez des sites web de qualité traitant du thème abordé ici, merci de compléter l'article en donnant les références utiles à sa vérifiabilité et en les liant à la section « Notes et références ».
Simon Compaoré, né le 19 septembre 1952 à Ouagadougou (Haute-Volta, actuel Burkina Faso), est un  homme d'État et homme politique burkinabè. Il est maire de Ouagadougou entre 1995 et 2012.

## Biographie
Simon Compaoré est né en 1952 à Ouagadougou d’un père premier pasteur protestant du Burkina (ex colonie Haute volta). Après des études primaires et secondaires en Haute-Volta à Koudougou et à Ouagadougou, il étudie à la Faculté des sciences économiques de l'université de Dijon (France) où il obtient une licence et une maîtrise en gestion des entreprises ainsi qu’un diplôme d'études supérieures spécialisées. Lors de ses études en France, il milite avec Roch Marc Christian Kaboré au sein de l'Association des étudiants voltaïques en France.
De retour en Haute-Volta, il travaille à l’Autorité des Aménagements des Vallées des Volta où il devient en 1983 chef du Crédit agricole. Compaoré est membre de l'Union des luttes communistes - reconstruite où il retrouve RMC Kaboré. En 1984, il commence une carrière dans la haute fonction publique en devenant haut-commissaire de la province d’Oubritenga puis en mars 1985 directeur de cabinet de Blaise Compaoré, alors ministre délégué à la présidence du Burkina Faso (de facto le numéro deux de l'organe qui dirige le pays, le Conseil national révolutionnaire). En novembre 1985, il est nommé président de la Délégation centrale à la Justice populaire.
En 1987, il commence une carrière politique en étant membre jusqu'en 1991 de la coordination du Front populaire en tant que secrétaire adjoint au Commerce et aux Finances du Comité exécutif.
En mars 1995, Simon Compaoré est élu maire de Ouagadougou. Il est réélu en 2000 et 2006. Ne se représentant pas pour une quatrième élection, son mandat prend fin le 3 janvier 2012.
Élu député en 1997 (réélu en 2002), il est depuis août 2003 secrétaire général adjoint du Congrès pour la démocratie et le progrès (CDP, parti au pouvoir). Compaoré devient même secrétaire général du parti. Il n'est pas candidat aux élections législatives de 2012.
Simon Compaoré, ainsi que les anciens ténors du CDP, Roch Marc Christian Kaboré et Salif Diallo, quittent en janvier 2014 le parti, en désaccord avec les tentatives de modifier la constitution (Article 37) pour permettre à Blaise Compaoré de briguer un troisième mandat. Les désaccords portent aussi sur la création envisagée d'un Sénat.
Les trois anciens dirigeants du CDP ont participé à la manifestation de l'opposition qui s'est déroulée dans le calme le samedi 18 janvier 2014 et a réuni plusieurs dizaines de milliers de personnes dans les rues de Ouagadougou et des principales villes du pays. On observe cependant une certaine réticence des membres « historiques » de l'opposition menée par Zéphirin Diabré vis-à-vis de ces ralliements.
Simon Compaoré est président de l’Association des maires du Burkina Faso (A.M.B.F) et trésorier de l’Association internationale des maires francophones (AIMF).
Deuxième vice-président chargé des relations extérieures du Mouvement du peuple pour le progrès (MPP), il prend la tête du parti en août 2017, d’abord par intérim à la suite de la mort de Salif Diallo le président du MPP puis de plein exercice à partir de mars 2020.
Le 26 septembre 2021, Alassane Bala Sakandé est élu président du MPP à l'issue d'un congrès extraordinaire et remplace Simon Compaoré à la présidence du parti. Simon Compaoré est nommé président d'honneur du parti.

## Décorations
- Officier de l'ordre national du Burkina Faso
- Chevalier de la légion d'honneur de France